# Daisuke Katō
Daisuke Katō (加東 大介, Katō Daisuke, 18 de fevereiro de 1911 – 31 de julho de 1975) foi um ator japonês. Ele apareceu em mais de 200 filmes, incluindo Os Sete Samurais, Rashômon, Yojimbo e Ikiru do diretor Akira Kurosawa. Ele também trabalhou em outras produções de diretores renomados como Yasujirō Ozu, Mikio Naruse e Kenji Mizoguchi.

## Carreira
Nascido como Tokunosuke Katō em uma família de atores de teatro, seu irmão mais velho era o ator Kunitarō Sawamura e sua irmã mais velha a atriz Sadako Sawamura. Ele ingressou na Zenshinza Theatre Company em 1933 e apareceu em uma série de produções teatrais e cinematográficas sob o nome artístico de Enji Ichikawa, incluindo Ninjō kami fūsen de Sadao Yamanaka, e Genroku chushingura, de Kenji Mizoguchi. Após passar a guerra na Nova Guiné, retornou ao Japão e assinou um contrato com o estúdio Daiei, aparecendo sob o nome de Daisuke Katō.
Além de aparecer em papéis tradicionais do gênero jidaigeki, notadamente como um dos Os Sete Samurais de Kurosawa, Katō se tornou um ator secundário popular nos filmes contemporâneos do estilo shōshimin-eiga. Sua transferência para a Toho em 1951 foi uma escolha de carreira astuta, pois ele emergiu como um de seus artistas mais prolíficos; no final da década de 1950, ele era a atração principal de filmes menores e coestrelava os principais, incluindo as comédias sobre Presidentes de Empresa (Sachō). A Toho aproveitou o apelo angelical de Katō, apresentando-o fortemente em materiais promocionais, e sua fama cresceu para além do status típico de um ator coadjuvante.
Seu livro de 1961 sobre suas experiências durante a guerra, Minami no shima ni yuki ga furu (Neve nos Mares do Sul), foram adaptadas pela Toho como uma forma de publicidade para Katō, ao lado do grande ator cômico de estúdio Junzaburō Ban, e tendo participações especiais de estrelas superfamosas da Toho, como Hisaya Morishige, Tatsuya Mihashi, Keiju Kobayashi e Frankie Sakai.

## Honras
Daisuke Katō ganhou o Blue Ribbon Awards e o Mainichi Film Concours de Melhor Ator Coadjuvante em 1952 por Kettō Kagiya no Tsuji e Okaasan, e o Blue Ribbon Award em 1954 por Chiyari Fuji e Koko ni izumi ari.
Em 7 de junho de 1963, Katō foi entrevistado pelo jornal Asahi Shimbun, uma distinção reservada a membros notáveis das comunidades artísticas, esportivas, políticas e empresariais.
Em 2008, Katō foi um dos atores homenageados no festival de cinema dos Sete Personagens Coadjuvantes, realizado no agora extinto Cinema Artone, no distrito de Shimokitazawa, em Tóquio.

## Filmografia selecionada
- Kōchiyama Sōshun (河内山宗俊) (1936) - Kenta
- Ninjō kami fūsen (人情紙風船) (1937) - Isuke - capanga de Yatagoro
- Abe ichizoku (1938)
- Genroku chushingura (元禄忠臣蔵) (1941) - Fuwa Kazuemon (não creditado)
- Bosu (1949)
- Bangaku Edo e yuku (1949)
- Saheiji torimonohikae: Murasaki zukin (1949) - Yasu
- Saheiji torimonohikae: Murasaki zukin - Kaiketsu-hen (1949) - Yasu
- Shinshaku Yotsuya kaidan: kōhen (1949) - Shinkichi
- Onna koroshi abura jigoku (1949)
- Tengu hikyaku (1949)
- Nippon G Men: Dai-ni-wa - Nansenzaki no kettō (1950)
- Ore wa yojinbo (1950)
- Harukanari haha no kuni (1950) - Tommy Shōkyokusai
- Rashômon (羅生門) (1950) - Policial
- Akagi Kara kita otoko (1950)
- Gorotsuki-bune (1950) - Sōkichi
- Oboro kago (1951)
- Tsuki no wataridori (1951) - Matagorō
- Jiyū gakkō (1951) - Takayama
- Joshu Garasu (1951)
- Mesu inu (1951) - Matoba
- Kettō kagiya no tsuji (1952) - Rokusuke
- Saikaku ichidai onna (1952) - Tasaburo Hishiya
- Zoku Shurajō hibun - Hiun no maki (1952) - Inosuke
- Okaasan (おかあさん) (1952) - Tio Kimura
- Yonjū-hachinin me no otoko (1952)
- Shanhai no onna (1952) - Liu
- Ikiru (1952) - Yakuza
- Ashi ni sawatta onna (1952)
- Fuun senryobune (1952)
- Jinsei gekijo: dai ichi bu/dai ni bu (1952)
- Edokko hangan (1953)
- Pu-san (1953)
- Yasugorō shusse (1953)
- Aoiro kakumei (1953) - Takegoro Inugai
- Jirochō sangokushi: hatsu iwai Shimizu Minato (1953)
- Kaiketsu Murasaki-zukin: Sōshūban (1953)
- Jirochō sangokushi: seizoroi Shimizu Minato (1953)
- Yonin no haha (1954)
- Os Sete Samurais (七人の侍 Shichinin no Samurai) (1954) - Shichirōji
- Shiosai (1954) - Pai de Chiyoko, o faroleiro
- Watashi no subete o (1954)
- Bangiku (1954) - Itaya
- Toran būran: Tsuki no hikari (1954) - Soldado Sasaki
- Dorodarake no seishun (1954) - Miyamori, gerente de publicidade
- Miyamoto Musashi (1954) - Toji
- Tarao bannai hayabusa no maō (1955)
- Nuvens Flutuantes (1955) - Seikichi Mukai
- Koko ni izumi ari (1955)
- Chiyari Fuji (血槍富士 Chiyari Fuji) (1955) - Genta
- Otoko arite (1955) - Repórter de revista
- Tōjūrō no Koi (藤十郎の恋) (1955) - Kichisuke
- Tasogare sakaba (1955) - Kibe
- Zoku Miyamoto Musashi: Ichijōji no Kettō (続宮本武蔵 一乗寺の決闘) (1955) - Tōji Gion
- Tabiji (旅路 Tabiji) (1955)
- Mune yori mune ni (1955) - Hazama
- Samurai III: Duel at Ganryu Island (1956) - Toji Gion
- Shūu (1956) - Kawakami
- Sōshun (1956) - Sakamoto
- Izumi (1956)
- Kengō nitōryū (1956) - Kamo Jinnai
- Akasen chitai (赤線地帯) (1956) - presidente da Associação de Proprietários de Bordel
- Tsuma no kokoro (1956)
- Shiroi magyo (1956)
- Gendai no yokubō (1956) - Inoue
- Onibi (1956)
- Ani to sono musume (1956) - Hayashi
- Arashi (1956) - Ishii
- Gogo 8 ji 13 pun (1956) - Keisaku Yatabe
- Nagareru (1956) - Yoneko's ex
- Itohan monogatari (1957) - Matsukichi
- Ôban (1957) - Ushinosuke Akaba
- Wasureji no gogo 8 ji 13 pun (1957) - Detetive Yatabe
- Yukiguni (1957)
- Arakure (1957)
- Salaryman shusse taikōki (1957) - Hajime Sōda
- Zoku Ôban: Fūun hen (1957) - Ushinosuke Akaba
- Ippon-gatana dohyō iri (1957) - Mohei Komagata
- Zoku sarariman shussetai kōki (1957)
- Zokuzoku Ôban: Dotō hen (1957) - Ushinotsuke Akabane
- Shachō sandaiki (1958)
- Futari dake no hashi (1958) - Takeshi Saitō
- Zoku shachō sandaiki (1958)
- Tôkyô no kyûjitsu (1958)- Gerente de vendas
- Yajikata dōchū sugoroku (1958) - Yajirobei Tochimen'ya
- Anzukko (1958) - Suga
- Oban kanketsu hen (1958)
- Shu to midori (1958)
- Iwashigumo (1958)
- Zokuzoku sarariman shussetai kōki (1958)
- Wakai musumetachi (1958) - Zenkichi Shibata - pai de Sumiko
- Kami no taisho (1958)
- Hadaka no taishō (1958)
- Yajikita dōchū sugoroku (1958) - Yajirobei Tochimen'ya
- Shachō taiheiki (1959) - Gōnosuke Asahina
- Zoku shachō taiheiki (1959)
- Kitsune to tanuki (1959)
- Sarariman shussetai koki daiyonbu (1959) - Hajime
- Daigaku no nijuhachin (1959)
- Moro no Ichimatsu yūrei dochu (1959)
- Shin santō jūyaku (1959) - Kumehei Onizuka
- Uwayaku, shitayaku, godōyaku (1959)
- Wakai koibitotachi (1959) - Renzō Dōjima
- Nippon Tanjō (1959) - Deus Fudetama
- Osorubeki hiasobi (1959)
- Yari hitosuji nihon bare (1959) - Genshin Tawaraboshi
- Watashi wa kai ni naritai (1959)
- Kiri aru jyoji (1959)
- Shiranami gonin otoko: tenka no ō-dorobō (1960)
- Shin santō jūyaku: Tabi to onna to sake no maki (1960)
- Yama no kanata ni - Dai ichi-bu: Ringo no hoo: Dai ni-bu: Sakana no seppun (1960) - Yakichi Wada
- Hito mo arukeba (1960) - Namigoro Namiki
- Sarariman shussetai kōki daigobu (1960) - Hajime
- Kunisada Chūji (1960) - Enzo Niko
- Hawai Middowei daikaikūsen: Taiheiyō no arashi (1960)
- Shin santō jūyaku: Ataru mo hakke no maki (1960) - Uchū Takeda
- Musume tsuma haha (1960) - Shusuke Tetsumoto
- Taiyō o dake (1960) - Kyōsuke Tsumura
- Shin santo juyaku: teishu kyo iku no maki (1960)
- Shin jōdaigaku (1960)
- Gametsui yatsu (1960)
- Aki tachinu (1960) - Tomioka
- Kane-dukuri taikō-ki (1960) - Hirayama, Shūhei
- Onna ga kaidan o agaru toki (1960) - Matsukichi Sekine
- Jiyūgaoka fujin (1960)
- Zoku sararîman Chūshingura (1961) - Jyusaburo Onodera
- Yojimbo (用心棒 Yōjinbō) (1961) - Inokichi - O irmão de Ushitora
- Zoku shachō dochuki: onna oyabun taiketsu no maki (1961)
- Shachō dōchūki (1961)
- Honkon no yoru (1961)
- Kohayagawa-ke no aki, (1961) - Kitagawa Yanosuke
- Ganba (1961)
- Kigeki ekimae bentō (1961)
- Salary man Shimizu minato (1962) - Ômasa
- Onna no za (1962) - Tamura Ryokichi, Matsuyo no otto
- Zoku sararîman shimizu minato (1962)
- Ika naru hoshi no moto ni (1962) - Sōtarō
- Shachō yōkōki (1962)
- Zoku shachō yōkōki (1962)
- Ottamage ningyo monogatari (1962) - Heiroku Tsubaki
- Star of Hong Kong (1962) - Shūhei
- Shin kitsune to tanuki (1962)
- Hōrōki (1962) - Nobuo Sadaoka
- Chūshingura (1962) - Kichiemon Terasaka
- Sanma no Aji (1962) - Yoshitarō Sakamoto
- Kawa no hotori de (1962) - Kenkichi Takayama
- Kigeki: Detatoko shōbu - 'Chinjarara monogatari' yori (1962) - Nishiyama
- Shachō manyūki (1963)
- Onna ni tsuyoku naru kufū no kazukazu (1963) - Daizō Sugishita
- Zoku shachō manyūki (1963)
- Shachō gaiyūki (1963)
- Kureji sakusen: Sentehisshō (1963)
- Kigeki: Tonkatsu ichidai (1963) - Denji Tamaki
- Minami no shima ni yuki ga furu (1963)
- Zoku shachō gaiyūki (1963)
- Kigeki ekimae chagama (1963)
- Miren (1963)
- Onna no rekishi (1963)
- Warera sarariman (1963)
- Shachō shinshiroku (1964)
- Kigeki ekimae okami (1964) - Rikizō Kawaguchi
- Zoku shachō shinshiroku (1964)
- Ore wa bodigado (1964)
- Samé (1964) - Genji
- Hadaka no jūyaku (1964) - Tadokori - Executivo
- Nippon paradaisu (1964) - Daiten Kuramoto
- Kuro no chōtokkyu (1964) - Nakae
- Danchi: Nanatsu no taizai (1964) - Ichirō Mitani
- Shachō ninpōchō (1965)
- Zoku shachō ninpōchō (1965) - Tyuzo Togashi
- Hi no ataru isu (1965) - Natsuki Shibusawa
- Daikon to ninjin (1965)
- Sanshiro Sugata (1965) - Hansuke Murai
- Senjo ni nagareru uta (1965) - Yamamoto
- Aku no kaidan (1965) - Konishi
- Shachō gyōjōki (1966)
- Abare Gōemon (1966) - Budeuemon Hattori
- Onna no naka ni iru tanin (1966)
- Zoku shachō gyōjōki (1966) - Tyuzo Togashi
- Hikinige (1966) - Kawashima
- Nakano Spy School (1966) - Lieutenant Kusanagi
- Rikugun Nakano gakko: Kumoichigō shirei (1966) - Kusanagi
- The Daphne (1966) - Shimada
- Akogare (1966)
- Shachō senichiya (1967)
- Rikugun Nakano gakko: Ryu-sango shirei (1967)
- Mesu ga osu o kuikorosu: Kamakiri (1967) - Gunpei Otaguro
- Zoku izuko e (1967)
- Zoku namonaku mazushiku utsukushiku: Haha to ko (1967) - Taro
- Chichi to ko: Zoku Na mo naku mazushiku utsukushiku (1967) - Shintaro Sakai
- Zoku shachō senichiya (1967)
- Rikugun Nakano gakko: Mitsumei (1967)
- Nippon no ichiban nagai hi (1967) - Kenjiro Yabe - Diretor do Departamento Doméstico da NHK
- Kigeki: Ippatsu shōbu (1967) - Tadashi Ninomiya
- Nuvens Dispersas (1967) - Hayashida[11]
- Nise keiji (1967)
- Shachō hanjōki (1968)
- Zoku shacho hanjōki (1968)
- Rikugun Nakano gakkō: Kaisen zen'ya (1968)
- Bakuchi-uchi: Nagurikomi (1968) - Kichigorō
- Niji no naka no remon (1968) - Gōzō Maeda
- Rengō kantai shirei chōkan: Yamamoto Isoroku (1968) - Chefe da Seção de Imprensa
- Kōdōkan hamonjō (1968) - Junpei Sekine
- Shachō enmachō (1969)
- Zoku shachō enmachō (1969)
- Shachō gaku ABC (1970)
- Zoku shachō gaku ABC (1970)
- Futari dake no asa (1971)
- Showa hito keta shachō tai futaketa shain (1971)
- Zoku Showa hito keta shachō tai futaketa shain: Getsu-getsu kasui moku kinkin (1971)
- Hajimete no tabi (1972)
- Tokyo do mannaka (1974)[2]